# Echinorhynchus (Oligacanthorhynchidae)
Echinorhynchus, rod parazitskih crva iz porodice Oligacanthorhynchidae, koljeno Acanthocephala (crva bodljikavih glava). Sastoji se od 6 vrsta:
- Echinorhynchus amphipacus Westrumb, 1821,
- Echinorhynchus depressus Nitzsch, 1866,
- Echinorhynchus hominis Leuckart, 1876,
- Echinorhynchus magretti Parona, 1885,
- Echinorhynchus pachyacanthus Sonsino, 1889,
- Echinorhynchus putorii Molin, 1858

Istoimeni rod Echinorhynchus pripada i porodici Moniliformidae, također razred Archiacanthocephala.